# J·R·R·托爾金：藝術家與插畫家
《J·R·R·托爾金：藝術家與插畫家》（英語：J. R. R. Tolkien: Artist and Illustrator）是英國語言學家、作家J·R·R·托爾金的藝術作品集，出版於1995年，當時其已過世。該書由韋恩·G·哈蒙德與克里斯蒂娜·斯卡爾編輯。
托爾金教授是一名藝術家，從童年時期就開始作畫。他最熱愛描繪大自然中的花草樹木，也常為自己創作的文學作品繪製插圖。相比之下，其作品中肖像畫較少。
本書分為六個章節，共收錄了托爾金遺留下來的兩百多張水彩、鉛筆、墨水畫作，其中包含了他童年的插畫、為孩子創作的插圖、有關中土大陸的地圖和插圖，甚至臨終前畫的素描。

## 榮譽
《J·R·R·托爾金：藝術家與插畫家》贏得了1996年神話獎的Inklings研究獎金。

## 外部連結
- 在tolkienlibrary網站上的描述 （页面存档备份，存于）（英文）